# Maïsparkiet
De maïsparkiet (Eupsittula pertinax) is een papegaaiachtige uit de familie papegaaien van Afrika en de Nieuwe Wereld (Psittacidae). De wetenschappelijke naam van de soort werd als Psittacus pertinax in 1758 gepubliceerd door Carl Linnaeus.

## Verspreiding en leefgebied
Deze soort komt voor van Panama tot noordelijk Zuid-Amerika; er worden 14 ondersoorten onderscheiden:
- E. p. ocularis (Sclater & Salvin, 1865) – Panama
- E. p. aeruginosa (Linnaeus, 1758) – noordelijk Colombia en noordwestelijk Venezuela
- E. p. griseipecta (Meyer de Schauensee, 1950) – noordoostelijk Colombia
- E. p. lehmanni (Dugand, 1943) – oostelijk Colombia
- E. p. arubensis (Hartert, 1892) – Aruba (Nederlandse Antillen)
- E. p. pertinax – Curaçao (Nederlandse Antillen)
- E. p. xanthogenia (Bonaparte, 1850) – Bonaire (Nederlandse Antillen)
- E. p. tortugensis (Cory, 1909) – La Tortuga (nabij noordelijk Venezuela)
- E. p. margaritensis Cory, 1918 – Isla Margarita (nabij noordelijk Venezuela)
- E. p. venezuelae (Zimmer & Phelps, 1951) – Venezuela
- E. p. surinama (Zimmer & Phelps, 1951) – noordoostelijk Venezuela via de Guiana's
- E. p. chrysophrys (Swainson, 1838) – zuidoostelijk Venezuela en aangrenzend Brazilië
- E. p. chrysogenys (Massena & Souancé, 1854) – noordwestelijk Brazilië
- E. p. paraensis (Sick, 1959) – het noordelijke deel van Centraal-Brazilië

## Status
De grootte van de populatie is in 2019 geschat op 5-50 miljoen volwassen vogels. Op de Rode lijst van de IUCN heeft deze soort de status niet bedreigd.